# Indios Bárbaros

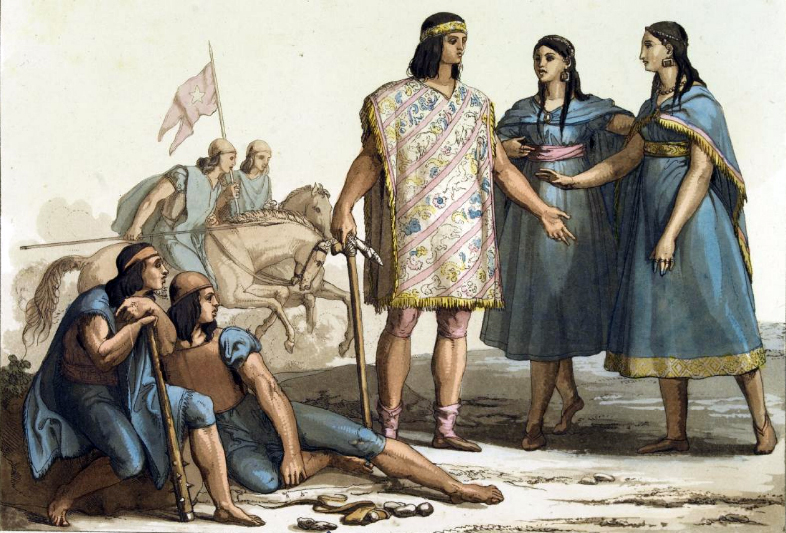
Jefe araucano y su séquito en Arauco, Chile. Los araucanos (mapuches) fueron considerados «hombres salvajes» debido a su feroz resistencia a la colonización.

Indios Bárbaros fue un término utilizado por los colonizadores españoles en Nueva España, entre los siglos XVII y XIX, para describir a los pueblos indígenas que resistían tanto la conversión religiosa como la colonización en las fronteras de las posesiones imperiales españolas en América, incluyendo lo que hoy es México. Más ampliamente, el término también se aplicaba a las comunidades indígenas que no estaban bajo el control de la Corona española, en territorios que se extendían desde regiones de América Central, como el Golfo de Darién, hasta las zonas más australes de América del Sur, como la Patagonia y Tierra del Fuego. El término se usaba para designar a cualquier persona indígena que los españoles consideraban «incivilizada» y, de forma más específica, para referirse a los llamados «rebeldes indígenas» que se enfrentaban a las fuerzas coloniales en las fronteras del norte de Nueva España.

## Orígenes históricos
La dicotomía «Civilización/Salvajes»  no era un concepto nuevo, cuando los colonizadores del Imperio español comenzaron a etiquetar a los pueblos indígenas como «incivilizados». En la literatura colonial europea, el término «barbarie» solía describir la ausencia de capacidades e instituciones, principalmente sistemas políticos, sociales y económicos que, según los estándares europeos, se consideraban esenciales para el desarrollo de una sociedad.  Sin embargo, esta etiqueta no implicaba necesariamente que los pueblos fueran inhumanos, sino más bien que se encontraban en un estado considerado «atrasado» o «primitivo», con el potencial de alcanzar la «civilización» bajo ciertas condiciones. Como resultado, aquellos denominados bárbaros o «salvajes» eran vistos no como bestias, sino como seres humanos rebeldes que podían ser «civilizados» con el tiempo. Esta forma de describir a los pueblos indígenas reflejaba una perspectiva profundamente eurocéntrica, que reducía culturas y tradiciones diversas a categorías simplificadas. Ya en el siglo XVI, autores como Michel de Montaigne criticaron esta visión, señalando el sesgo imperialista al interpretar y juzgar lenguas, costumbres y religiones extranjeras.
Ciertas narrativas romantizadas sobre extranjeros en Eurasia y África tienen sus raíces en los relatos de exploradores griegos del siglo VIII a. C., como Homero y Jenofonte, quienes describían a los pueblos que encontraban como marcadamente diferentes y menos civilizados. De hecho, los autores de la Antigua Grecia usaban el término «bárbaro» para referirse a cualquier persona procedente de una nación extranjera, enfatizando su diferencia cultural y lingüística con respecto a los griegos.
La Ilustración, un sistema de pensamiento que emergió en Europa durante los siglos XVII y XVIII, se inspiró en los ideales grecorromanos de virtud moral y racionalidad. Esta filosofía proponía que la humanidad había avanzado desde un estado de salvajismo hacia uno de civilización, estableciendo una jerarquía cultural en la que aquellos que no se ajustaban a la concepción europea de «humanidad» podían ser considerados incivilizados. En este contexto, los pueblos etiquetados como «Indios Bárbaros» por el Imperio español eran vistos como menos desarrollados en comparación con los imperios europeos, considerados la cumbre del progreso humano. 

## Ideales coloniales españoles
Fueron varios los factores que los españoles consideraban característicos de los llamados «Indios Bárbaros». En primer lugar, estos pueblos no eran cristianos, ya fuera por rechazo a la conversión o simplemente por desconocimiento de la religión cristiana.  Además, se percibía que sus estructuras sociales y políticas eran «laxas» en comparación con las del Imperio español, lo que reforzaba la idea de que carecían de las instituciones necesarias para ser considerados civilizados según los estándares europeos de la época.
La epistemología europea de la época también estaba profundamente ligada a la fe, en un contexto donde se aceptaba que solo las «criaturas racionales» —es decir, los cristianos— tenían derecho al autogobierno y a la propiedad privada. Esto implicaba que los no cristianos podían ser despojados de sus derechos y tierras como parte de los planes expansionistas españoles. En este marco, eruditos religiosos tempranos en las Américas, como Pedro Mártir y José de Acosta, contribuyeron a la visión paternalista de los pueblos indígenas, promoviendo la idea de que su «salvación» dependía de una conversión masiva al cristianismo, que, según ellos, tenía el poder de «civilizar» a las llamadas sociedades bárbaras.
Se utilizaron otros términos similares como Indios sometidos, Indios reducidos o Indios domésticos durante este tiempo, todos utilizados para describir a las poblaciones indígenas en una escala que iba desde civilizadas hasta «salvajes». 

## Interacciones con los Indios Bárbaros
El ascenso de la Casa de Borbón en España a principios del siglo XVIII marcó un cambio significativo en la política imperial. Antes de 1700, los gobernantes Habsburgo mantenían una visión relativamente imprecisa sobre Nueva España,  aplicando las leyes de manera desigual y confiando principalmente en esfuerzos religiosos coercitivos para someter a las poblaciones nativas, sin priorizar consistentemente en las cuestiones económicas y sociales. En contraste, los Borbones buscaron estrategias más integrales, incluyendo el uso de incentivos económicos para hispanizar a los grupos indígenas, reconociendo las limitaciones de las misiones religiosas. Algunos españoles, como Félix de Azara, defendían que la «ilustración» de los pueblos indígenas —y su eventual conversión— requería primero integrarlos en un sistema de «comercio y trato amable», promoviendo un enfoque más gradual y económico en lugar de puramente religioso.
Aunque los esfuerzos de los Borbones por controlar a los grupos indígenas a través del comercio lograron cierto éxito, muchas comunidades nativas que permanecían fuera del dominio español continuaron resistiéndose a estas políticas. En este contexto, la caracterización de los llamados «bárbaros» como comunidades violentas, ignorantes y carentes de razón se convirtió en una estrategia retórica para justificar el uso de fuerza extrema en su sometimiento, presentando la represión como una medida necesaria para «civilizar» a estos pueblos. 

### Interacciones a lo largo de las fronteras
Las interacciones entre los españoles y los llamados «indios bárbaros» estuvieron marcadas principalmente por la hostilidad. En el sur, por ejemplo, los españoles describían a los nómadas araucanos como «hombres salvajes extraordinarios» y mantuvieron conflictos armados con ellos durante los siglos XVII y XVIII. Esta caracterización de los araucanos como bárbaros sirvió para justificar el abandono de las operaciones comerciales pacíficas y el incremento de las campañas militares en su contra.
En las fronteras del norte, los comanches y los utes también fueron etiquetados como bárbaros, ya que los españoles racionalizaban la violencia continua a través de sus descripciones de estos grupos como inherentemente violentos. 
Las relaciones de los españoles con el pueblo Misquito en Nicaragua y Honduras también implicaron el uso de la clasificación de «Indios Bárbaros» para justificar el empleo excesivo de la fuerza. En tiempos de paz, las descripciones sobre los misquitos eran generalmente neutrales y rara vez incluían el término «bárbaros». Sin embargo, en tiempos de conflicto, esta caracterización se volvía mucho más común. Cuando se promovían políticas de exterminio o campañas militares agresivas, los españoles recurrían a esta etiqueta para representar a los misquitos como «salvajes desenfrenados», reforzando así la narrativa de que era necesario usar la violencia para controlarlos.

## Redadas en Nuevo León
Durante el siglo XIX, se produjo un aumento significativo en la resistencia indígena contra la colonización en las fronteras del norte de México.  Muchas comunidades indígenas comenzaron a atacar asentamientos españoles, llevando a cabo incursiones que a menudo resultaban devastadoras e incluían secuestros, asesinatos y saqueos. En Nuevo León, entre 1848 y 1870, se registraron más de 800 incursiones, que dejaron un saldo de más de 1000 cautivos y pérdidas económicas superiores a 4 000 000 de pesos en mercancías. Estos ataques representaron un desafío considerable para el imperio español, que ya enfrentaba críticas por su fracaso en «hispanizar» a la población indígena. En respuesta, los españoles clasificaron a todos los pueblos indígenas participantes como «Indios Bárbaros», reforzando la narrativa que justificaba el uso de la fuerza para su control.